# Lirceus alabamae
Lirceus alabamae är en kräftdjursart som beskrevs av Leslie Raymond Hubricht och J.G. Mackin 1949. Lirceus alabamae ingår i släktet Lirceus och familjen sötvattensgråsuggor. Inga underarter finns listade i Catalogue of Life.